# Rain of Revolution
Chansons représentant la Lituanie au Concours Eurovision de la chanson
I've Been Waiting for This Night
(2016) When We're Old
(2018)
Rain of Revolution (en français « Pluie de révolution ») est la chanson de Fusedmarc qui représentera la Lituanie au Concours Eurovision de la chanson 2017 à Kiev, en Ukraine.